# Cyphon masatakai
Cyphon masatakai is een keversoort uit de familie moerasweekschilden (Scirtidae). De wetenschappelijke naam van de soort werd in 2003 gepubliceerd door Bernard Klausnitzer.